# Terres de Bord
Terres de Bord est, depuis le  1er janvier 2017, une commune nouvelle française située dans le département de l'Eure en région Normandie.

## Géographie

### Localisation
Située au Nord du département de l'Eure à proximité de la Seine-Maritime, la commune est entourée par la Forêt de Bord sur tout son contour allant de l'Ouest au Sud-Est en passant par le Nord.

### Hydrographie
La commune est située dans le bassin Seine-Normandie. Elle est drainée par le Ravin du Rouquis, le fossé 01 de la commune de Criqueboeuf-sur-Seine, le fossé 01 de la commune de Montaure, le fossé 01 du Ravin de la Vacherie, le Ravin des Fosses, la Ravine et le Val Asselin,,.

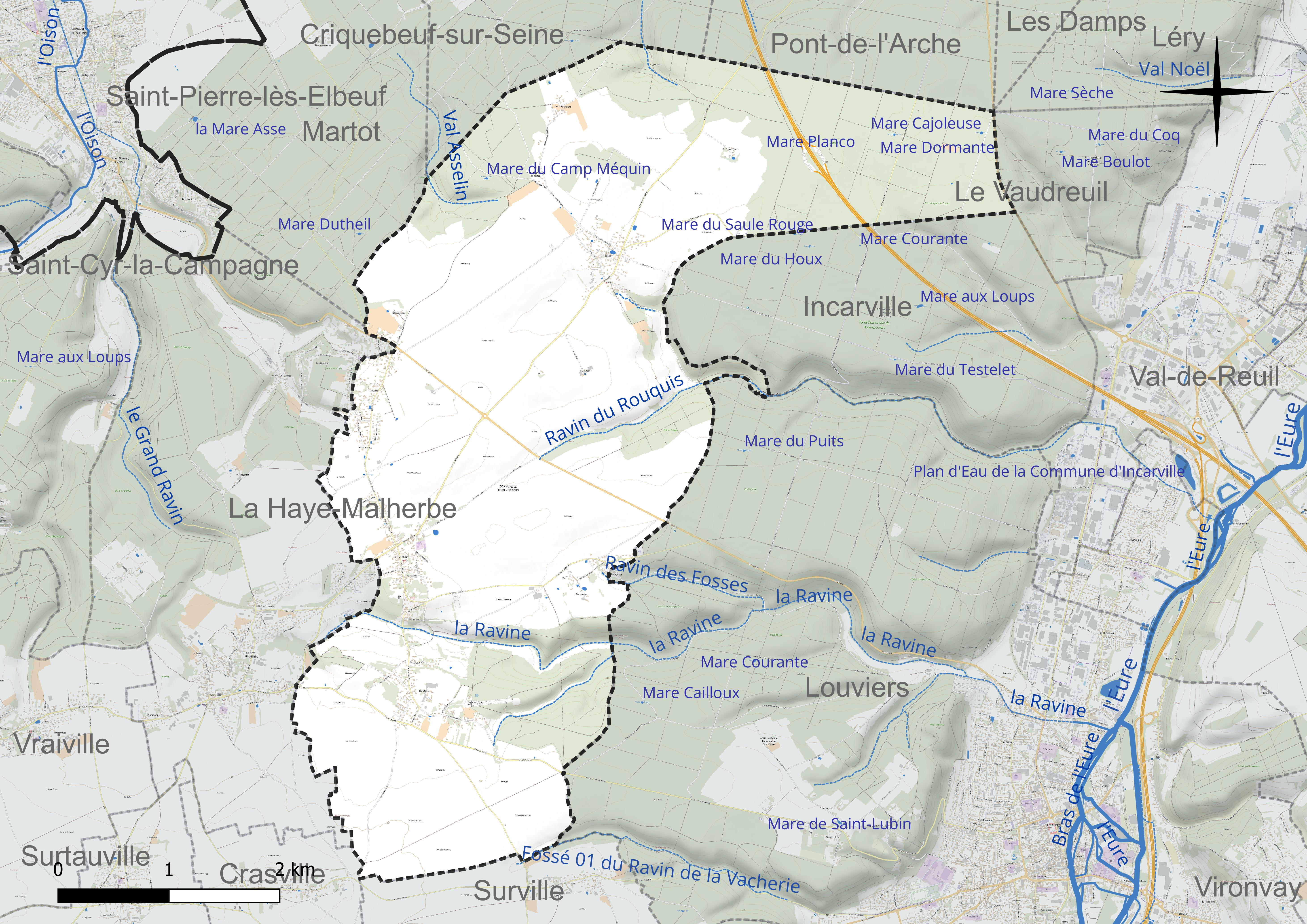
Réseau hydrographique de Terres de Bord.

Quatre plans d'eau complètent le réseau hydrographique : la mare Cajoleuse (0,1 ha), la mare Dormante (0 ha), la mare du Camp Méquin (0 ha) et la mare Planco (0 ha),.

### Climat
Pour des articles plus généraux, voir Climat de la Normandie et Climat de l'Eure.
En 2010, le climat de la commune est de type climat océanique dégradé des plaines du Centre et du Nord, selon une étude du CNRS s'appuyant sur une série de données couvrant la période 1971-2000. En 2020, Météo-France publie une typologie des climats de la France métropolitaine dans laquelle la commune est exposée à un climat océanique et est dans la région climatique Côtes de la Manche orientale, caractérisée par un faible ensoleillement (1 550 h/an) ; forte humidité de l’air (plus de 20 h/jour avec humidité relative> 80 % en hiver), vents forts fréquents. Parallèlement le GIEC normand, un groupe régional d’experts sur le climat, différencie quant à lui, dans une étude de 2020, trois grands types de climats pour la région Normandie, nuancés à une échelle plus fine par les facteurs géographiques locaux. La commune est, selon ce zonage, exposée à un « climat des plateaux abrités », correspondant aux plaines agricoles de l’Eure, avec une pluviométrie beaucoup plus faible que dans la plaine de Caen en raison du double effet d’abri provoqué par les collines du Bocage normand et par celles qui s’étendent sur un axe du Pays d'Auge au Perche.
Pour la période 1971-2000, la température annuelle moyenne est de 10,5 °C, avec une amplitude thermique annuelle de 14 °C. Le cumul annuel moyen de précipitations est de 762 mm, avec 11,9 jours de précipitations en janvier et 8,3 jours en juillet. Pour la période 1991-2020, la température moyenne annuelle observée sur la station météorologique la plus proche, située sur la commune de Louviers à 6 km à vol d'oiseau, est de 11,8 °C et le cumul annuel moyen de précipitations est de 719,5 mm,. Pour l'avenir, les paramètres climatiques de la commune estimés pour 2050 selon différents scénarios d’émission de gaz à effet de serre sont consultables sur un site dédié publié par Météo-France en novembre 2022.

## Urbanisme

### Typologie
Au 1er janvier 2024, Terres de Bord est catégorisée commune rurale à habitat dispersé, selon la nouvelle grille communale de densité à 7 niveaux définie par l'Insee en 2022.
Elle appartient à l'unité urbaine de La Haye-Malherbe, une agglomération intra-départementale dont elle est ville-centre,. Par ailleurs la commune fait partie de l'aire d'attraction de Louviers, dont elle est une commune de la couronne,. Cette aire, qui regroupe 44 communes, est catégorisée dans les aires de 50 000 à moins de 200 000 habitants,.

## Toponymie
Terres de Bord est un néo-toponyme.
Le premier élément s'inspire de l'étymologie de l'ancienne commune, Tostes, signifiant « terres de friches ».
Le second élément fait allusion à la forêt domaniale de Bord-Louviers, mentionnée en latin médiéval en 1014 sous la forme Bortis. Il s'agit peut-être d'un appellatif celtique *borto ayant un sens forestier.

## Histoire
La commune nouvelle de Terres de Bord regroupe les deux communes Montaure et Tostes, qui deviennent des communes déléguées, le 1er janvier 2017. Son chef-lieu se situe à Montaure.

## Politique et administration
| Nom              | Code Insee | Intercommunalité | Superficie (km2) | Population (dernière pop. légale) | Densité (hab./km2) |
| ---------------- | ---------- | ---------------- | ---------------- | --------------------------------- | ------------------ |
| Montaure (siège) | 27412      | CA Seine-Eure    | 10,16            | 1 085 (2014)                      | 107                |
| Tostes           | 27648      | CA Seine-Eure    | 12,28            | 447 (2014)                        | 36                 |

### Liste des maires
| Période          | Période   | Identité         | Étiquette | Qualité                       |
| ---------------- | --------- | ---------------- | --------- | ----------------------------- |
| 1er janvier 2017 | juin 2020 | Jacky Fleith     | PCF       | Maire de Montaure (2001-2016) |
| 4 juillet 2020   | En cours  | Patrice Philippe | DVG       | Directeur d'école retraité    |

## Population et société

### Démographie
L'évolution du nombre d'habitants est connue à travers les recensements de la population effectués dans la commune depuis sa création.

En 2022, la commune comptait 1 577 habitants, en évolution de +2,8 % par rapport à 2016 (Eure : −0,25 %, France hors Mayotte : +2,11 %).
| 2015  | 2016  | 2017  | 2022  |
| ----- | ----- | ----- | ----- |
| 1 516 | 1 534 | 1 484 | 1 577 |